# Katz und Maus im Walzertakt
Katz und Maus im Walzertakt ist ein US-amerikanischer Zeichentrick-Kurzfilm von William Hanna und Joseph Barbera aus dem Jahr 1953.

## Handlung
Wien im späten 19. Jahrhundert: In der Wohnung von Johann Strauss leben auch die Maus Johann und die Hauskatze. Während Strauss seine Walzer am Klavier spielt, tanzt die Maus regelmäßig außerhalb ihres Mauselochs dazu. Die Katze versucht jedes Mal die Maus zu fangen, scheitert jedoch stets. Als der Maestro die Wohnung verlässt und auf Reisen geht, sieht die Katze ihre Chance, die Maus Johann zu fangen, schwinden. Sie lernt nun selbst das Klavierspiel, spielt die Walzer Strauss’ und versucht parallel, den tanzenden Johann zu fangen.
Als die Katze eines Tages die Maus zu fassen kriegt, werden beide Tiere prompt vom lauschenden Personal gestört, das der Klaviermusik der Katze applaudiert. Die Nachricht von der klavierspielenden Katze dringt bis zum Kaiser vor, der die spielende Katze und die tanzende Maus zu einem Konzert an den Hof bittet. Der Vortrag wird ein Erfolg, auch wenn die Jagd der beiden Kontrahenten sofort wieder beginnt, nachdem die Katze ihr Spiel beendet hat. Doch auch im Palast gibt es Mäuselöcher, sodass die Katze mal wieder das Nachsehen hat.

## Produktion
Katz und Maus im Walzertakt erschien am 21. März 1953 als Teil der MGM-Trickfilmserie Tom und Jerry. Es war der 75. Trickfilm der Serie.
Die Klaviermusik des Films wurde von Jakob Gimpel eingespielt; der Sprecher des Films ist Hans Conried. Im Trickfilm sind verschiedene Werke von Johann Strauss zu hören, darunter An der schönen blauen Donau.

## Auszeichnungen
Katz und Maus im Walzertakt gewann 1953 den Oscar in der Kategorie „Bester animierter Kurzfilm“. Es war der siebte und letzte Oscar für einen Tom-und-Jerry-Trickfilm.